# Reute (powiat Emmendingen)
Reute – miejscowość i gmina w Niemczech, w kraju związkowym Badenia-Wirtembergia, w rejencji Fryburg, w regionie Südlicher Oberrhein, w powiecie Emmendingen, wchodzi w skład związku gmin Denzlingen-Vörstetten-Reute. Leży nad rzeką Glotter, ok. 5 km na południe od Emmendingen. W skład gminy wchodzą dwie dzielnice: Oberreute i Unterreute.

## Współpraca
Miejscowość partnerska:
- Walthersdorf – dzielnica Crottendorf, Saksonia